# شیرن (آلمان)
شیرن (آلمان) (به آلمانی: Scheyern) یک شهر در آلمان است که در بایرن واقع شده‌است.

## خصوصیات
شیرن ۳۸٫۲۸ کیلومترمربع مساحت دارد ۴۷۹ متر بالاتر از سطح دریا واقع شده‌است.